# Bernardino Telesio
Bernardino Telesio (Cosenza, 1509 - aldaar, 1588) was een Italiaans filosoof en natuurwetenschapper.
Telesio kwam uit een adellijke familie in Cosenza, een stad in Calabria, Zuid-Italië. Hij werd in Milaan opgevoed door zijn oom, Antonio, zelf een geleerde en een eminent dichter, en later in Rome en Padua. Zijn studies omvatten een breed spectrum van onderwerpen: de klassieken, wetenschap en filosofie, die deel uitmaakten van het curriculum van renaissancestudenten. Gewapend met deze achtergrond begon hij zijn aanval op het middeleeuwse aristotelisme dat in die tijd opgang maakte in Padua en Bologna. In 1553 huwde hij en vestigde zich in Cosenza, waar hij de belangrijkste figuur werd aan de Academie, die gesticht was door Aulo Giano Parassio in 1511. In 1563, of misschien twee jaar later, verscheen zijn grote werk De Rerum Natura Iuxta Propria Principia (Over de aard der dingen volgens hun eigen principes), waarna hij vervolgens een groot aantal wetenschappelijke en filosofische werken van minder belang publiceerde. Zijn afwijkende denkbeelden wekten de woede van de kerk op, vooral door zijn sympathie voor het aristotelisme. Korte tijd na zijn dood werden zijn boeken op de Index geplaatst.

## Werk
Telesio wijdde zijn hele leven aan het grondvesten van een nieuw soort natuurfilosofie, die beschouwd kan worden als een vroege verdediging van het empirisme, verbonden met zijn kritiek op het aristotelisme en de fysiologie van Claudius Galenus. Hij verweet hun beiden ingewikkelde redeneringen boven zintuiglijke waarneming en empirisch onderzoek te verkiezen. Zijn hevige aanvallen op deze en andere autoriteiten uit de westerse filosofische en medische traditie bracht Francis Bacon ertoe om over hem te spreken als de eerste van de modernen (Opera omnia vol.III, 1963, p. 114)
- Voornaamste werk: De rerum natura iuxta propria principia (Napels, 1586) is een uitgebreide verhandeling in negen boeken over kosmologie, zintuiglijke waarneming, biologie, de rede en ethiek.
- Quod animal universum ab unica animae substantia gubernatur werd in zijn tijd nooit gedrukt, maar richtte zich tegen Galenus' concepten van fysiologie en psychologie.
- In een aantal kleinere werkjes behandelt Telesio uiteenlopende onderwerpen als kleuren, dromen, geologie en meteorologie, waarvan er enkele gepubliceerd werden in Rome in 1565: (De iis quae in aere fiunt et de terremotibus; De colorum generatione; De mari).